# Capellirallus karamu
Capellirallus karamu je vyhynulý druh nelétavého malého ptáka z čeledi chřástalovitých, který byl endemitem Severního ostrova Nového Zélandu. Tento morfologicky i ekologicky zvláštní opeřenec měl relativně nejdelší zobák a nejkratší křídla ze všech chřástalovitých. Vyhynul mezi 13. a 18. stoletím následkem predace krysou ostrovní. 

## Systematika
Druh vědecky popsal novozélandský přírodovědec Robert Falla v roce 1954 jako Capellirallus karamu. Druhové jméno karamu odkazuje ke jménu jeskyně Karamu nedaleko Hamiltonu, odkud pochází holotyp. Jedná se o značně nezvyklého zástupce chřástalovitých, pročež byl již od doby svého popisu řazen do samostatného rodu Capellirallus.

## Popis a ekologie
C. karamu představuje jednoho z nejzvláštnějších chřástalovitých ptáků. Jednalo se o drobného ptáka o hmotnosti kolem 240 g. Zobák měřil kolem 60–70 mm. To představuje vůbec nejdelší zobák vzhledem k délce těla ze všech chřástalovitých. Horní část zobáku byla u kořene a u špičky ohebná, s čímž se lze setkat u některých jiných skupin ptáků, jako jsou břehouši nebo kiviové. Účelem takového mechanismu je možnost pootevřít špičku zobáku bez toho, aniž by se otevřel celý zobák, což umožňuje vyždibování malých bezobratlých z půdy, aniž by muselo dojít k rozevření celého zobáku. Na konci zobáku se nacházely smyslové jamky vyplněné Herbstovými tělísky, což jsou hmatové smyslové orgány, skrze které lze vnímat změny tlaku ve vlhké půdě a bahně. C. karamu tak mohl zaznamenat kořist v půdě díky tlakovým vlnám, které drobní živočichové svým pohybem skrze vlhkou půdu vytvářejí. Křídla C. karamu byla jen zakrnělá a neumožňovala let. C. karamu měl vůbec nejmenší relativní velikost křídel vzhledem k délce těla ze všech chřástalovitých. Kosterní pozůstatky C. karamu jsou známy pouze ze Severního ostrova.

## Vyhynutí
C. karamu vyhynul někdy po příchodu Polynésanů na Nový Zéland (konec 13. století), avšak před příchodem evropských kolonizátorů (18. století). Na vině byl úbytek habitatu (Polynésané začali ve velkém s vypalováním lesů) a hlavně predace invazivní krysou ostrovní, která požírala vejce a snad i dospělé jedince.